# Tríptico Moreel

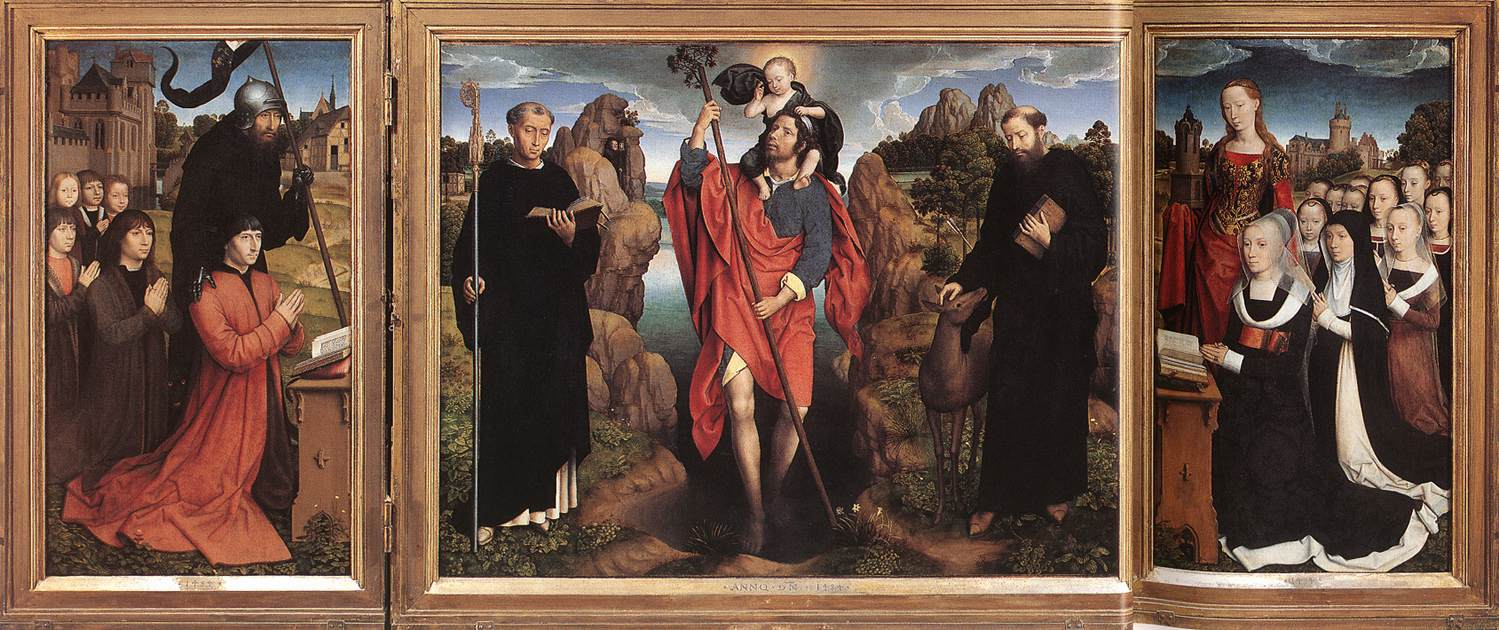
Hans Memling, Tríptico Moreel, 1484. óleo sobre tabla, 291cm x 121,1cm

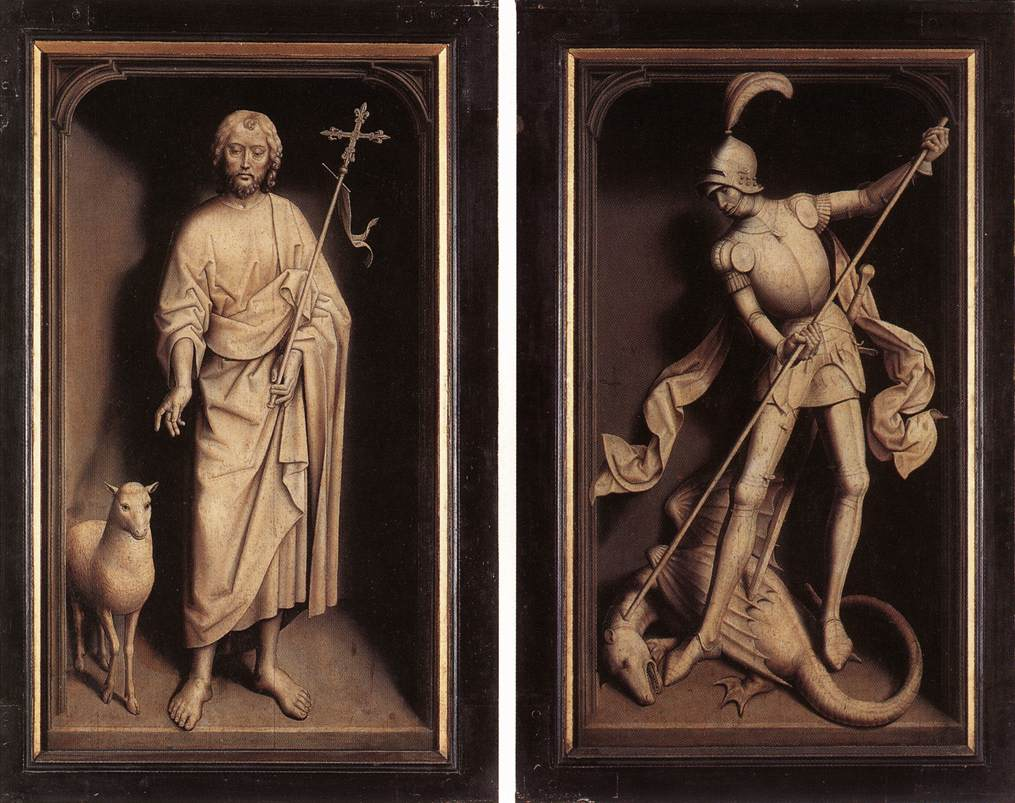
Tablas exteriores; Juan el Bautista (izquierda) y San Jorge (derecha).

El Tríptico Moreel o Retablo de San Cristóbal es el nombre dado a un retablo pintado en 1484 por el pintor del primitivo flamenco Hans Memling (fallecido en 1494). Fue encargado por el prominente político, mercader y banquero de Brujas Willem Moreel (fallecido en 1501) y su esposa Barbara van Vlaenderberch, de soltera van Hertsvelde (fallecida en 1499). Se ideó a modo de epitafio en la capilla funeraria familiar de la iglesia de San Jaime, en Brujas, que sufragaron en parte, donde el matrimonio pretendía ser enterrado en una tumba ante el altar.
El panel central interior muestra a San Cristóbal sosteniendo al Niño Jesús, con San Mauro a su izquierda y San Gil a su derecha. Willem Moreel arrodillado en oración y venerando a los santos con sus cinco hijos aparece en el panel izquierdo. Barbara arrodillada con las once hijas se muestra en el panel derecho. Los paneles exteriores son probablemente una adición de principios del siglo XVI, completado después de la muerte de los donantes y del artista.
El tríptico fue instalado en el altar de la iglesia de San Jaime en 1484. Lo indican sus marcos originales, cada cual inscrito con las palabras anno Domini 1484, o una variante que contiene el año, en su listón inferior. El retablo tiene una fuerte asociación con la orden benedictina; tres de las figuras son monjes benedictinos o santos. Está dedicado a San Mauro y San Gil, el último un ermitaño benedictino. Hoy el trabajo está ubicado en el Groeningemuseum en Brujas.

## Comisión

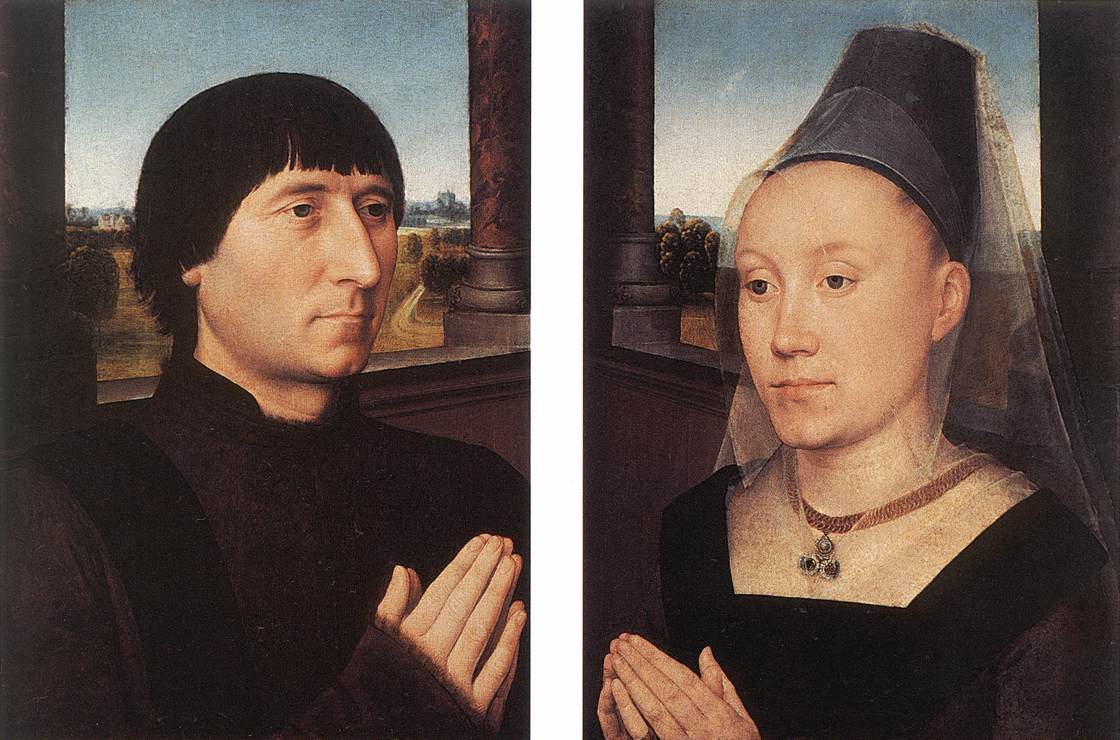
Hans Memling, Retratos del matrimonio Moreel, 1482. Museos reales de Bellas artes de Bélgica.

Se sabe que la familia de Willem Moreel vivía en Brujas desde el siglo XIII. Willem heredó tierras y el título de señor de Oostcleyhem de su padre. Durante su carrera fue nombrado dos veces concejal y burgomaestre de la ciudad, así como alguacil y más tarde tesorero. Es mencionado como uno de los cuarenta hombres más ricos de la ciudad en una lista de impuestos de 1490. Con su esposa Barbara tuvo dieciocho hijos. Memling los retrató primero en 1482, en un tríptico devocional con la tabla central perdida, ahora en los Museos Reales de Bellas Artes de Bélgica.
La iglesia de San Jaime era el lugar de sepultura de la familia y fue fundada en el siglo XII. Experimentó una importante reconstrucción a finales del siglo XV, la cual Willem Moreel financió en parte junto con miembros de las prominentes familias Portinari, Gros y Moor. La pareja pretendía ser enterrada en el interior de la iglesia, en una capilla que habían pagado y dedicado a los santos Gil y Mauro, con espacio reservado ante el altar para entierro de dos personas. Al mismo fin, encargaron el tríptico a Memling, entonces un pintor muy prominente, prestigioso y cotizado, para ser colocado en el altar de la capilla, aunque el enterramiento no se realizó hasta 1504, a petición de su hijo Juan. Barbara murió en 1499, y Willem en 1501.
Los Moreel al principio no obtuvieron su deseo funerario. Su posición y seguridad políticas se vieron obstaculizadas por las luchas después de las muertes de Carlos el Temerario en 1477 y María de Borgoña en 1482 y la lucha contra Maximiliano de Austria. Willem fue un destacado adversario de Maximiliano, y fue encarcelado en octubre de 1481 durante seis meses. A sus muertes, cada uno fue enterrado en el exterior de la iglesia. No fueron trasladados a sus proyectados lugares de descanso frente al altar de la capilla hasta 1504.

## Interior
Las tres tablas interiores comparten un único y amplio paisaje continuo, con dos paisajes urbanos, casas de campo y prados con animales, con una gran variedad de árboles y fresas salvajes, margaritas, narcisos y otras flores y plantas reconocibles. Además de este sentido de armonía, ambas tablas laterales muestran similar composición, exceptuando el número de hijos. Dieciséis de los dieciocho hijos de la pareja son mostrados. Aun así, algunas de las figuras son adiciones posteriores, pintadas sobre las primeras capas de óleo y pigmento.
Los retratados fueron identificados a mediados del siglo XIX por James H. Weale a través de sus características faciales en otros retratos, los nombres que los santos patronos sugerían, registros de la ciudad, y el examen de las lápidas de los enterramientos de San Jaime.
Las tablas interiores están en relativa buena condición para ser óleos de finales del siglo XV, pero han padecido algún daño y pérdida de pintura, y como suele ser habitual sufriendo desmejoras con antiguas restauraciones inadecuadas y posteriores repintes o retoques.

### Tabla central

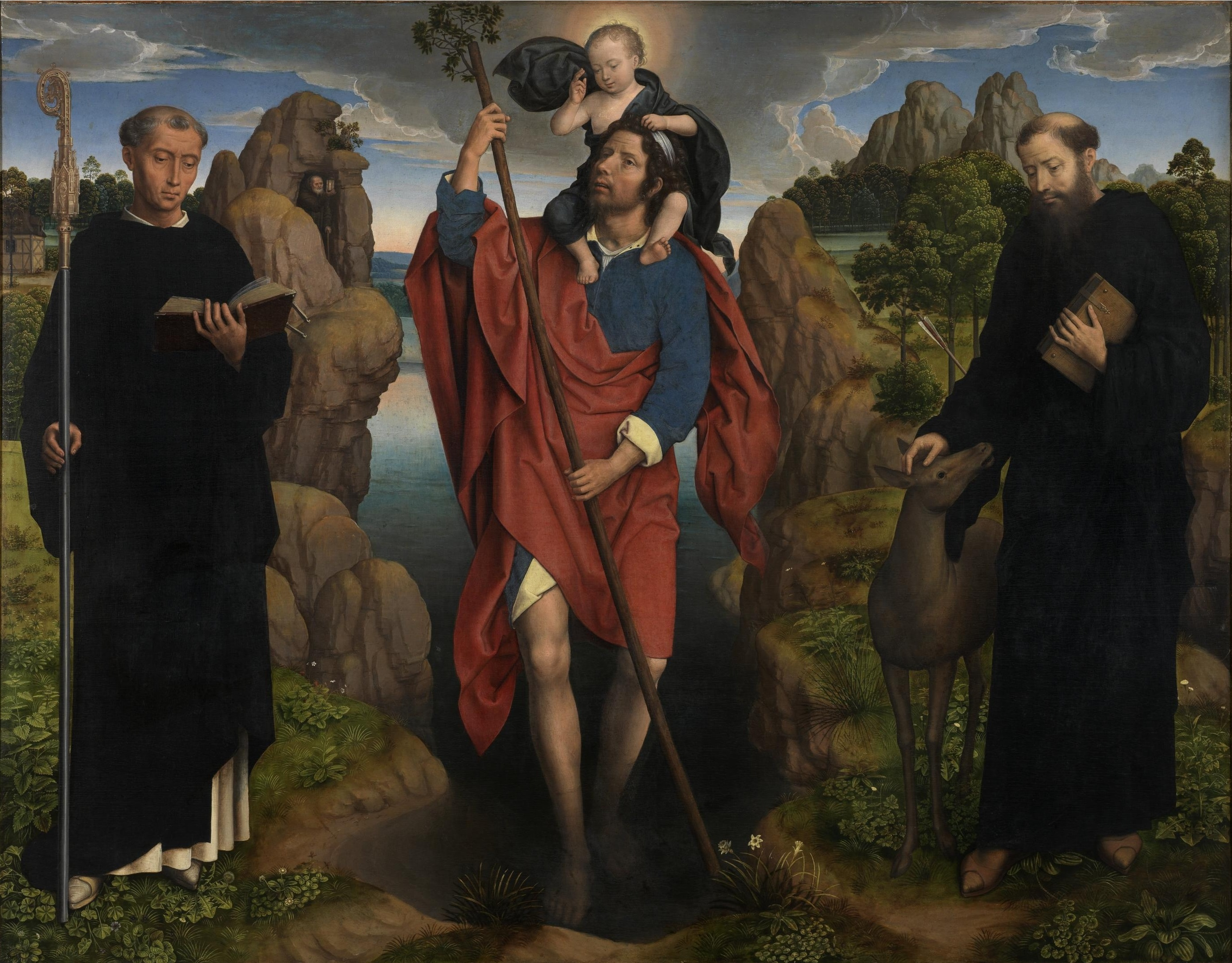
Tabla central con San Cristóbal, San Mauro a su izquierda y San Gil a la derecha.

La figura central es San Cristóbal, patrón de los viajeros, quién comparte su fiesta, el 25 de julio, con San Jaime o Santiago, a quien la iglesia estaba dedicada. Es mostrado cruzando un arroyo con el Niño Jesús en sus hombros. Es presentado con sus atributos tradicionales incluyendo un largo báculo florido, símbolo de la presencia milagrosa de Cristo, y se le creía protector contra la muerte repentina. Cristóbal está vestido con una túnica corta azul, y cubierto con una larga capa roja arrollada sobre su hombro derecho. Se parece mucho a representaciones anteriores del mismo santo por Jan van Eyck, una en el Políptico de Gante y otra un San Cristóbal ahora perdido, en el que Memling se inspiró fuertemente para esta figura.
A la izquierda San Mauro lleva un báculo y mira un libro abierto. San Gil a la derecha, también aparece con sus atributos, una flecha y una cierva. Ambos están vestidos con hábitos negros y llevan libros.

### Tabla izquierda

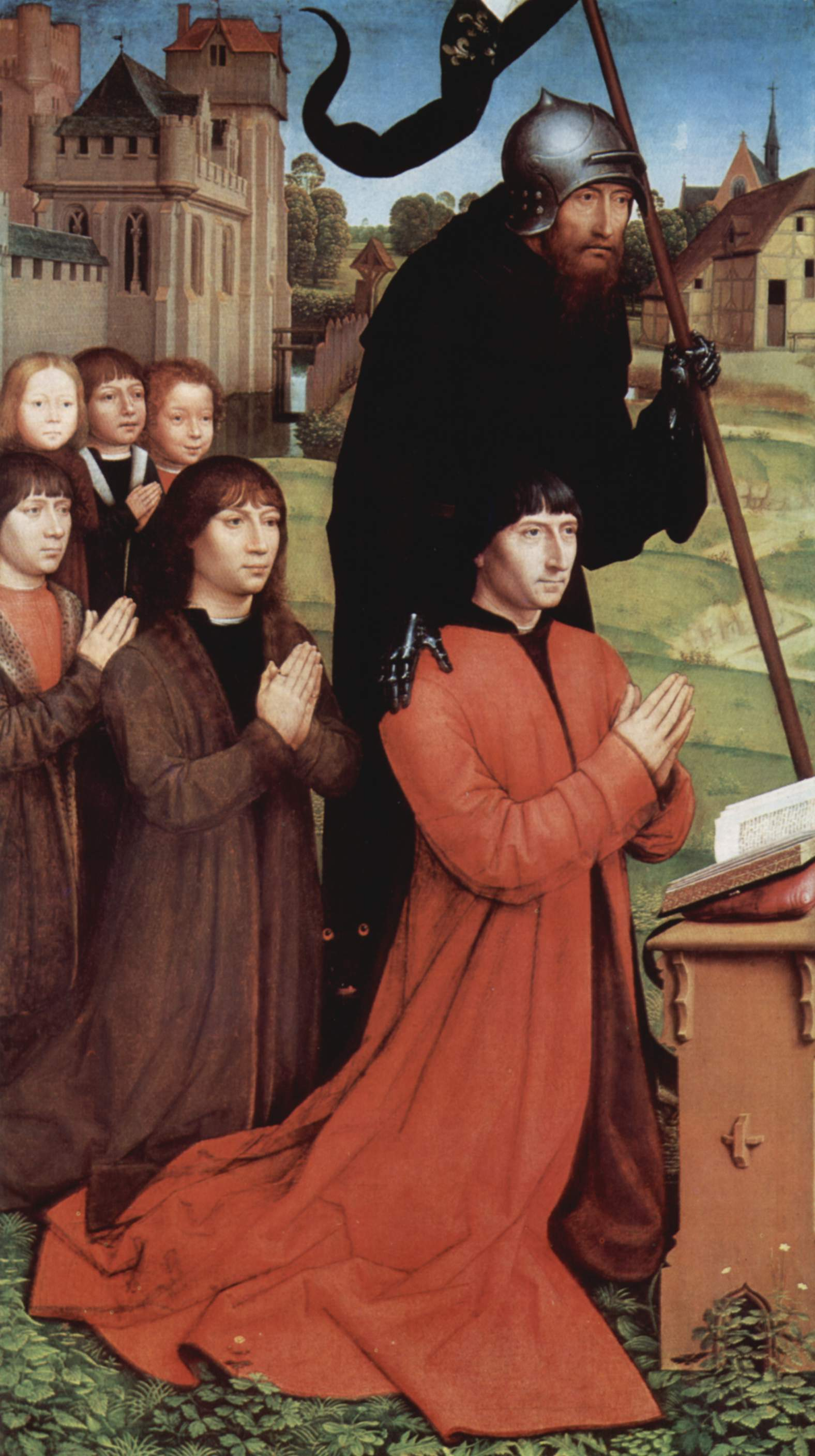
Tabla izquierda, con Willem Moreel, sus hijos varones y San Guillermo de Maleval.

El ala interior izquierda muestra a Willem Moreel arrodillado, sus manos unidas en oración, ante un atril y un libro de oración abierto. Su cabello corto a tazón, luce un largo sobretodo rojo sobre un jubón negro, muy de moda en la década de 1480. Detrás sus cinco hijos varones, también arrodillados. De los hijos, se sabe que dos murieron en la infancia. Willem era el mayor, mientras Juan y Jorge se cree fueron los que encargaron los paneles exteriores después de la muerte de sus padres (véase abajo).
Moreel es presentado por su santo patrón Guillermo de Maleval, que se encuentra con ellos, vestido con un abrigo negro forrado de piel sobre la ropa del ejército. Coloca su mano sobre el hombro de Willem, mientras lo guía y presenta a Cristóbal en la tabla central.

### Tabla derecha

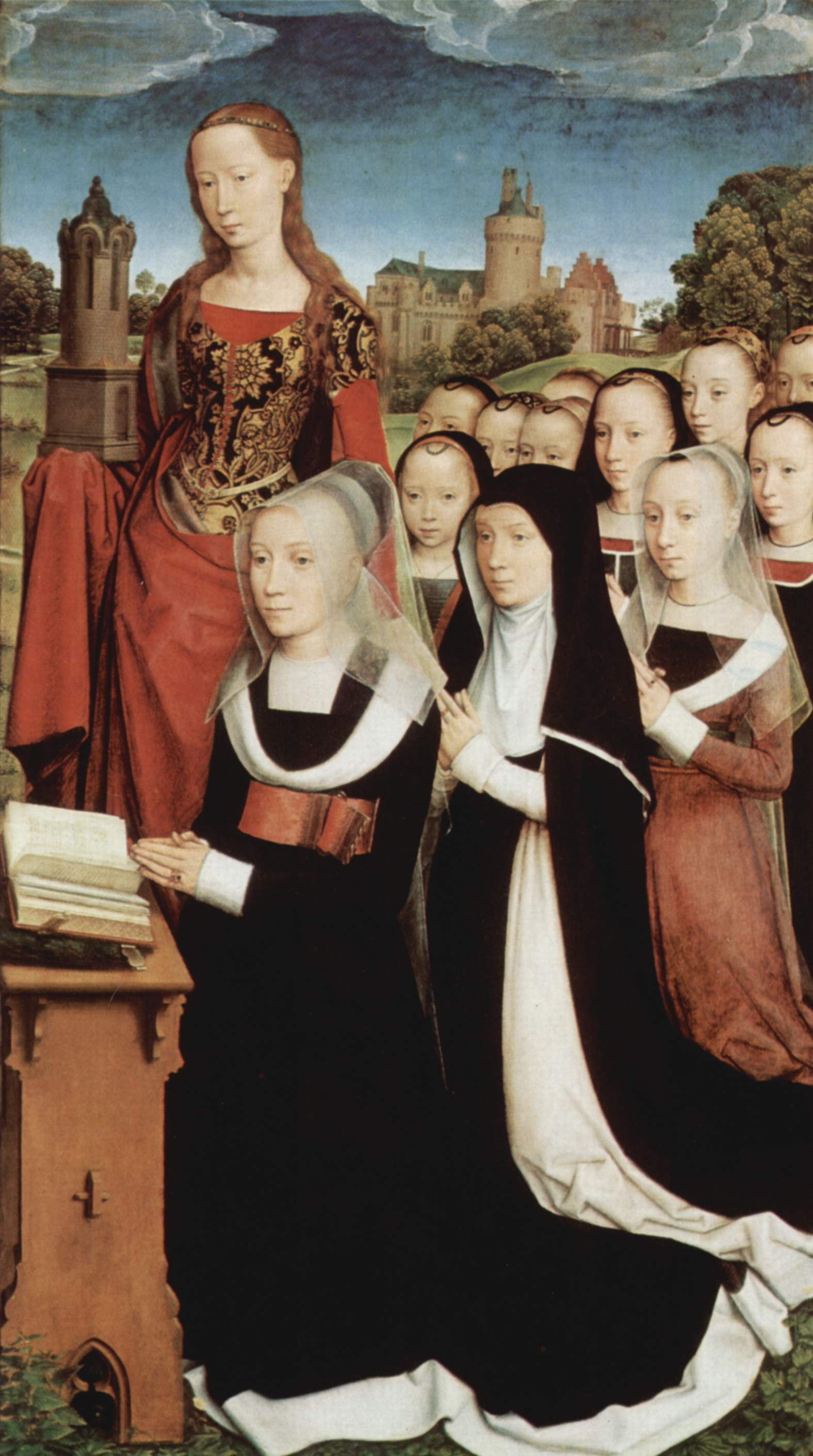
Tabla derecha con Barbara Moreel, sus hijas, y Santa Barbara.

Los presentes en el ala derecha interior son Barbara Moreel con once de sus trece hijas, todas también arrodilladas y ella así en oración ante un atril con un libro abierto. Barbara lleva un hennin truncado, un vestido negro de seda adamascada con orla, puños y cuello blancos, y un cinturón rojo ancho con una hebilla dorada. Es presentada por Santa Barbara, santa patrona de la mujer del donante, que es mostrada con la maqueta de una torre donde, según la leyenda, fue encerrada, la cual a través del uso innovador de la perspectiva, parece sostener en su mano.
Una de las hijas, Catalina, había posado para Memling antes, en 1480 para su Sibila Sambetha. La hija mayor, mostrada directamente detrás de Barbara, con hábito, se sabe que profesó como monja dominica. La joven que le sigue, vestida de marrón rojizo y con el velo transparente ha sido identificada como María de su nombre escrito en la diadema de su tocado, era su segunda hija, dada su posición lineal en la pintura. La investigación genealógica señala que la pareja tuvo dos hijas llamadas María; por lo que se supone que una murió en la infancia y como era habitual la segunda fue nombrada por su hermana fallecida. Los esfuerzos por nombrar a las otras hijas han fracasado.
No todas las hijas fueron pintadas por Memling; un examen por el historiador del arte Dirk De Vos identifica al menos seis de ellas como adiciones más tardías, pintadas sobre el paisaje original. Estas adiciones pueden ser explicadas por las hijas nacidas después de 1484, la fecha de conclusión de la obra, y fueron probablemente añadidas por miembros del taller de Memling. La tabla izquierda con los hijos varones experimentó similares actualizaciones, una costumbre habitual en los retablos familiares.

## Exterior
La parte exterior de las alas contiene representaciones en grisalla simulando estatuas de Juan el Bautista con cordero y bastón cruciforme (ala izquierda) y San Jorge de pie con armadura, matando al dragón (ala derecha) con una lanza. Las tablas pueden haber sido completadas después de las muertes de Willem y Barbara, y datadas hacia 1504 por numerosos historiadores del arte, probablemente encargadas por dos de sus hijos, Jan (Juan) y Jaris (Jorge), cuando al final, lograron con éxito que sus padres fueran enterrados dentro del espacio de la capilla.